# Komisariat Straży Celnej „Maniów”

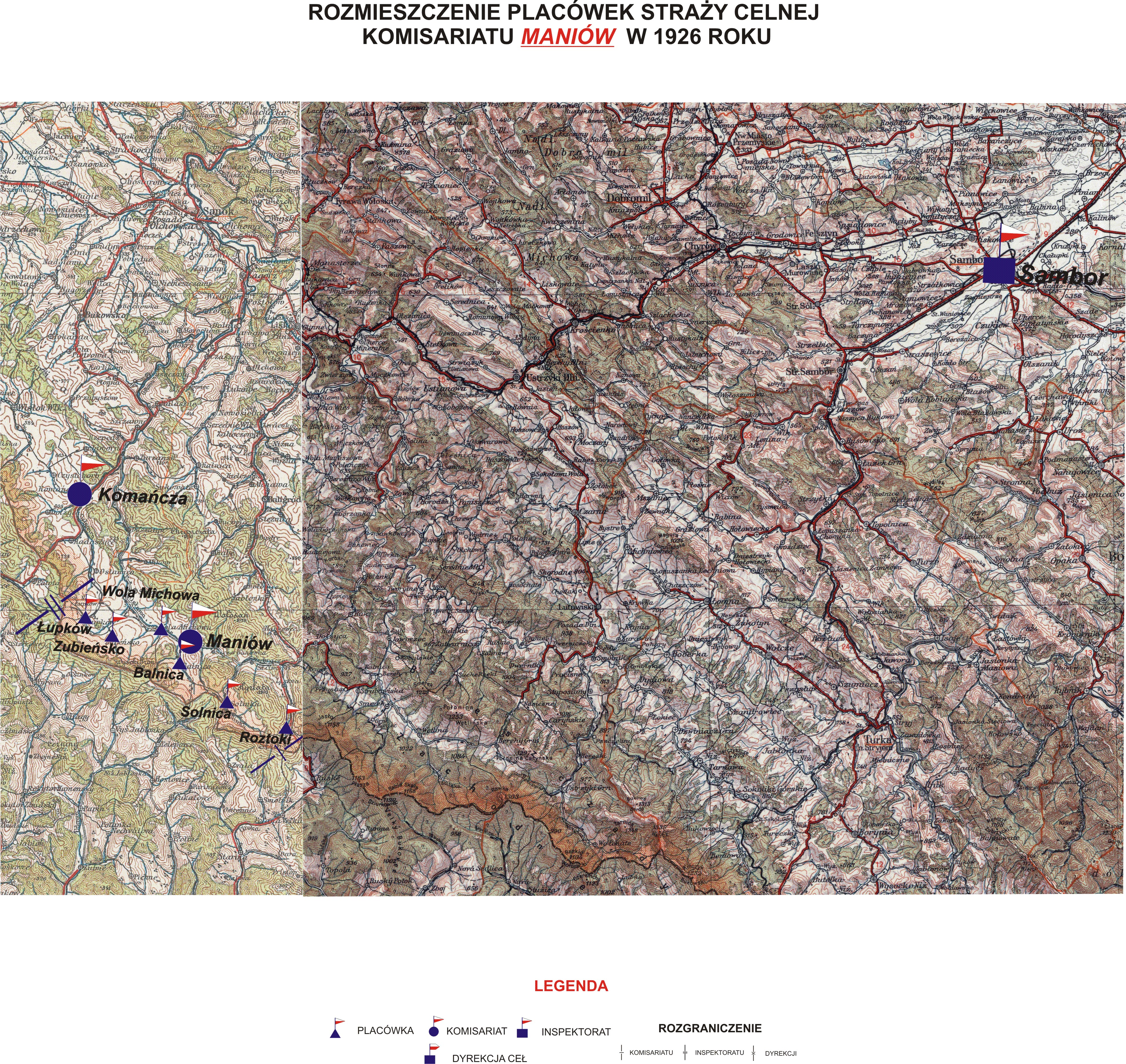
Rozmieszczenie placówek SC Komisariatu Maniów w 1926 r.

Komisariat Straży Celnej „Maniów” – jednostka organizacyjna Straży Celnej pełniąca służbę ochronną na granicy polsko-czechosłowackiej w latach 1921–1928.

## Formowanie i zmiany organizacyjne
Na wniosek Ministerstwa Skarbu, uchwałą z 10 marca 1920 roku, powołano do życia Straż Celną. Od połowy 1921 roku jednostki Straży Celnej rozpoczęły przejmowanie odcinków granicy od pododdziałów Batalionów Celnych. W 1922 roku tereny przyszłego komisariatu SC Maniów ochraniały pododdziały 6 batalionu celnego. Proces tworzenia Straży Celnej trwał do końca 1922 roku. Komisariat Straży Celnej „Maniów”, wraz ze swoimi placówkami granicznymi, wszedł w podporządkowanie Inspektoratu Straży Celnej „Sambor”.
W drugiej połowie 1927 roku przystąpiono do gruntownej reorganizacji Straży Celnej. W praktyce skutkowało to rozwiązaniem tej formacji granicznej. Rozporządzeniem Prezydenta Rzeczypospolitej Polskiej Ignacego Mościckiego z 22 marca 1928 roku w jej miejsce powoływano z dniem 2 kwietnia 1928 roku Straż Graniczną.

## Służba graniczna
Sąsiednie komisariaty
- komisariat Straży Celnej „Komańcza”  ⇔ komisariat Straży Celnej „Wetlina” − 1926

## Funkcjonariusze komisariatu
Obsada personalna w 1926:
- kierownik komisariatu – komisarz Grzegorz Staszkiewicz
- pomocnik kierownika komisariatu – przodownik Jan Kosik

## Struktura organizacyjna
Organizacja komisariatu w 1926 roku:
- komenda – Maniów
- placówka Straży Celnej „Roztoki”
- placówka Straży Celnej „Solinka”
- placówka Straży Celnej „Balnica”
- placówka Straży Celnej „Wola Michowa”
- placówka Straży Celnej „Zubeńsko”
- placówka Straży Celnej „Łupków”